# Halichoeres dispilus
Halichoeres dispilus je jedna od brojnih vrsta riba u rodu Halichoeres, porodica Labridae (usnače) koja živi u tropskim vodama istočnog Pacifika od kalifornijskog zaljeva do zaljeva Bahiá Independencia, Peru, uključujući i Galapagos. zadržava se na dubinama od 2 pa do 76 metara, a voli kamenita ili koraljne grebene i pjeskovita dna u kojima pronalazi malene beskralježnjake (Invertebrata), dok su veći primjerci u kalifornijskom zaljevu poznati po tome što se hrane i malenim ribama iz podreda Blennioidei. Pijesak m služi da se ukopaju u njega kad ih se uznemiri i da u njemu prenoće.
Naraste do maksimalno 25 centimetara. Prodaje se svježa po lokalnim tržnicama.
Poznata je i pod brojnim vernakularnim nazivima Kamæleongylte (danski); Chameleon wrasse (engleski naziv koji se koristi na Galapagosu, Meksiku, pruu i globalno; Donzelle caméléon (francuski u Francuskoj); 双棘海猪鱼 i 雙棘海豬魚 mandarinski u Kini; brojni španjolski nazivi: Vieja camaleón (na Galapagosu), Vieja u Ekvadoru, Señorita camaleón u Meksiku i Španjolskoj, Señorita u Peruu, Sanpedrano, San Pedrano i Doncella u Peruu.